# Манбидж
Ма́нбидж, Ме́мбидж (араб. منبج‎, курд. Minbic) — город на севере Сирии, расположенный в Западном Курдистане на территории мухафазы Халеб.

## Географическое положение
Город расположен в северо-восточной части мухафазы, в 30 километрах к западу от реки Евфрат, на высоте 483 метров над уровнем моря, на расстоянии приблизительно 74 километров к северо-востоку от Халеба, административного центра провинции и на расстоянии 362 километров к северо-северо-востоку (NNE) от Дамаска, столицы страны. Манбидж находится на главной дороге из Турции в Эр-Ракку.
Ближайший гражданский аэропорт расположен в городе Халеб.

## Демография
По данным последней официальной переписи населения 1981 года, население Манбиджа составляло 30 812 человек.
Динамика численности населения города по годам:
| 1960  | 1970   | 1981   | 1988   | 2003   | 2012   |
| ----- | ------ | ------ | ------ | ------ | ------ |
| 8 577 | 14 635 | 30 812 | 47 728 | 65 948 | 78 255 |

## Достопримечательности
В окрестностях расположены руины древнего сирийского города Иераполя (не путать с городом Иераполь около Памуккале в Турции), бывшего некогда главным городом  Евфратской провинции Римской империи.

## История
Впервые город упоминается у греческих авторов под именем Бамбика. У Плиния, в труде «Естественная история», Бамбика (также автором приводится и сирийское название города — Мабок) упомянута как центр культа богини Атаргатис (Деркето).
В 53 году до н. э. Иераполис, получивший это имя в период правления Селевка Никатора, был разграблен направляющимися в Парфию войсками Красса.
В городе жил философ-гностик II века Бардесан.
Город был восстановлен в VIII веке по приказу багдадского халифа Харуна ар-Рашида и в течение долгого времени являлся «яблоком раздора» между византийцами, арабами, крестоносцами и османами.

### Гражданская война
Во время гражданской войны (с 2011) различные фракции вели упорную борьбу за обладание городом.
20 июля 2012 года город был занят силами сирийской оппозиции.
В январе 2014 года город был захвачен силами террористической организации «Исламское государство». На протяжении 2,5 лет город являлся фактическим пропускным пунктом для террористов, следующих со стороны юга Сирии в центральную часть страны и обратно. По дороге через Манбидж проходили поставки оружия и других материалов для ИГ.
В июне 2016 года группировки «Демократических сил Сирии» и курдские отряды, развернули широкомасштабное наступление на Манбидж. 8 июня город был окружён со всех сторон; в августе город был окончательно отбит у ИГ. В июле несколько десятков мирных жителей погибли в результате авиаударов международной коалиции во главе с США.
В декабре 2018 года над администрацией города был поднят флаг Сирийской Арабской Республики.
16 января 2019 террорист-смертник подорвал себя около патруля международной коалиции во главе с США, 4 американских военнослужащих погибли, ещё 3 получили ранения.
В октябре 2019 американцы в спешке покинули Манбидж. Всего в Манбидже у США были 3 базы. После ухода американцев патрулирование города осуществляет военная полиция РФ.
В октябре 2024 года, когда обострился конфликт между турецкими силами в регионе, жители вышли на протест против бездействия российских военных. В конце 2024 года, в ходе наступления сирийской оппозиции, город и сирийско-российская база были заняты оппозиционной Башару Асаду Сирийской национальной армией.

## Известные уроженцы
- Омар Абу Риша — сирийский поэт и дипломат.
- Абу Убада аль-Валид аль-Бухтури — арабский поэт.
- Агапий Манбиджский — арабский историк X века.